# 堪瓦卡鎮區 (堪薩斯州道格拉斯縣)
堪瓦卡鎮區（英語：Kanwaka Township）為美國堪薩斯州道格拉斯縣轄下的鎮區。2010年美国人口普查中此鎮區人口有1,412人。

## 地理
堪瓦卡鎮區涵蓋總面積為118.4平方（45.73平方英里），其中陸地面積為110.6平方（42.70平方英里），水域面積為7.8平方（3.03平方英里）或6.63%。海拔高度314（1,030英尺）。

## 人口統計
根據2010年美國人口普查，堪瓦卡鎮區人口有1,412人，其中男性有728人，女性有684人，人口密度為每平方公里11.93人，住房計581戶。鎮區內的白人有1,327人，非裔美國人有13人，美洲原住民有12人，亞裔美國人有16人，太平洋島裔美國人有0人，其他種族有7人，混血種族則有37人。此外鎮區內有33人為西班牙裔或拉丁裔美國人。此鎮區之年齡中位數為48.5歲，而男性年齡中位數為47.2歲，女性年齡中位數為50.1歲。

## 交通

### 主要公路
- 70號州際公路
- 40號美國國道
- 10號堪薩斯州州道